# Château-la-Vallière
Pour les articles homonymes, voir Château (homonymie) et Vallière (homonymie).
Château-la-Vallière est une commune française située dans le département d'Indre-et-Loire, en région Centre-Val de Loire.

## Géographie

### Localisation
La commune se situe à 35 km au nord-ouest de Tours (Indre-et-Loire), 55 km au sud du Mans (Sarthe) et à 60 km à l'est d'Angers (Maine-et-Loire).

### Hydrographie

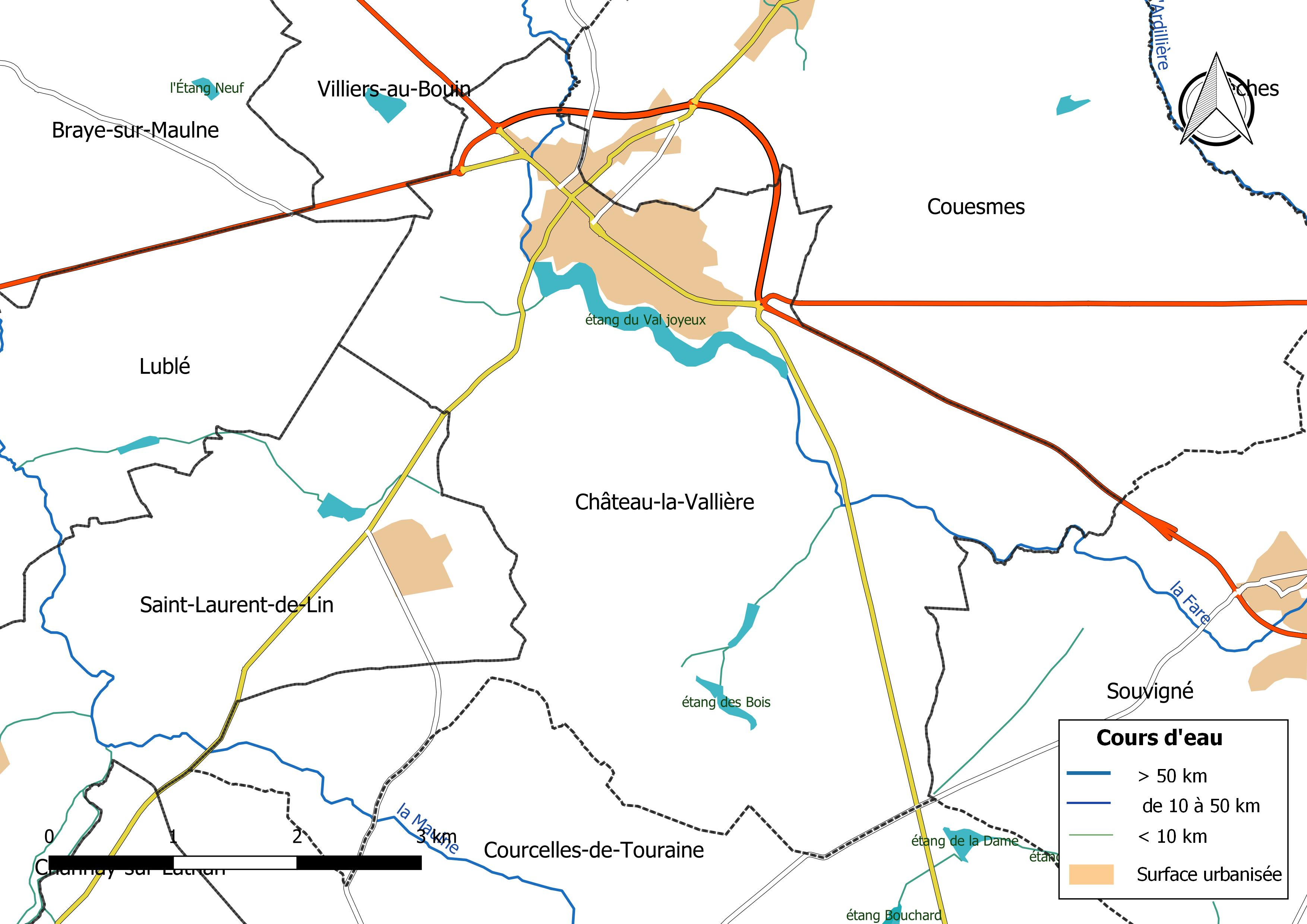
Réseau hydrographique de Château-la-Vallière.

Le réseau hydrographique communal, d'une longueur totale de 10,85 km, comprend deux cours d'eau notables, la Fare (5,85 km) et la Maulne (1,704 km), et trois petits cours d'eau pour certains temporaires,.
La Fare, d'une longueur totale de 36,9 km, prend sa source dans la commune de Sonzay et se jette dans le Loir à La Chapelle-aux-Choux (Sarthe) après avoir traversé 8 communes.
Ce cours d'eau est classé dans la liste 2 au titre de l'article L. 214-17 du code de l'environnement sur le Bassin Loire-Bretagne. Du fait de ce classement, tout ouvrage doit être géré, entretenu et équipé selon des règles définies par l'autorité administrative, en concertation avec le propriétaire ou, à défaut, l'exploitant.
Sur le plan piscicole, la Fare est classée en première catégorie piscicole. Le groupe biologique dominant est constitué essentiellement de salmonidés (truite, omble chevalier, ombre commun, huchon).
La Maulne, d'une longueur totale de 28,7 km, prend sa source au nord de Courcelles-de-Touraine et se jette dans le Loir à La Chapelle-aux-Choux, après avoir traversé 10 communes.
Sur le plan piscicole, la Maulne est également classée en première catégorie piscicole
Six zones humides ont été répertoriées sur la commune par la direction départementale des territoires (DDT) et le conseil départemental d'Indre-et-Loire : « la vallée de la Fare de Château-la-Vallière à Villiers-au-Bouin », « la vallée de l'étang des Bois au Château de Vaujours », « l'étang de plaine de la Croix Pattée », « la vallée de la Fare de Souvigné à Château-la-Vallière », « la vallée de la Maulne du Tertre aux Cartes » et « l'étang du Val Joyeux »,.
L'étang du Val Joyeux est un plan d'eau d'environ 36 hectares de deuxième catégorie s'étirant en contrebas de Château-la-Vallière, alimenté par la Fare.

### Climat
Pour des articles plus généraux, voir Climat du Centre-Val de Loire et Climat d'Indre-et-Loire.
En 2010, le climat de la commune est de type climat océanique dégradé des plaines du Centre et du Nord, selon une étude du CNRS s'appuyant sur une série de données couvrant la période 1971-2000. En 2020, Météo-France publie une typologie des climats de la France métropolitaine dans laquelle la commune est exposée à un climat océanique et est dans la région climatique Moyenne vallée de la Loire, caractérisée par une bonne insolation (1 850 h/an) et un été peu pluvieux.
Pour la période 1971-2000, la température annuelle moyenne est de 11,2 °C, avec une amplitude thermique annuelle de 14,8 °C. Le cumul annuel moyen de précipitations est de 699 mm, avec 11,2 jours de précipitations en janvier et 6,8 jours en juillet. Pour la période 1991-2020, la température moyenne annuelle observée sur la station météorologique de Météo-France la plus proche, sur la commune de Channay-sur-Lathan à 9 km à vol d'oiseau, est de 12,1 °C et le cumul annuel moyen de précipitations est de 708,7 mm,. Pour l'avenir, les paramètres climatiques de la commune estimés pour 2050 selon différents scénarios d'émission de gaz à effet de serre sont consultables sur un site dédié publié par Météo-France en novembre 2022.

## Urbanisme

### Typologie
Au 1er janvier 2024, Château-la-Vallière est catégorisée bourg rural, selon la nouvelle grille communale de densité à sept niveaux définie par l'Insee en 2022.
Elle est située hors unité urbaine. Par ailleurs la commune fait partie de l'aire d'attraction de Tours, dont elle est une commune de la couronne,. Cette aire, qui regroupe 162 communes, est catégorisée dans les aires de 200 000 à moins de 700 000 habitants,.

### Occupation des sols
L'occupation des sols de la commune, telle qu'elle ressort de la base de données européenne d’occupation biophysique des sols Corine Land Cover (CLC), est marquée par l'importance des forêts et milieux semi-naturels (50,5 % en 2018), en augmentation par rapport à 1990 (46,8 %). La répartition détaillée en 2018 est la suivante :
forêts (44 %), prairies (29,9 %), zones urbanisées (7,7 %), terres arables (7,5 %), milieux à végétation arbustive et/ou herbacée (6,5 %), eaux continentales (2,3 %), zones agricoles hétérogènes (2,1 %). L'évolution de l’occupation des sols de la commune et de ses infrastructures peut être observée sur les différentes représentations cartographiques du territoire : la carte de Cassini (XVIIIe siècle), la carte d'état-major (1820-1866) et les cartes ou photos aériennes de l'IGN pour la période actuelle (1950 à aujourd'hui).

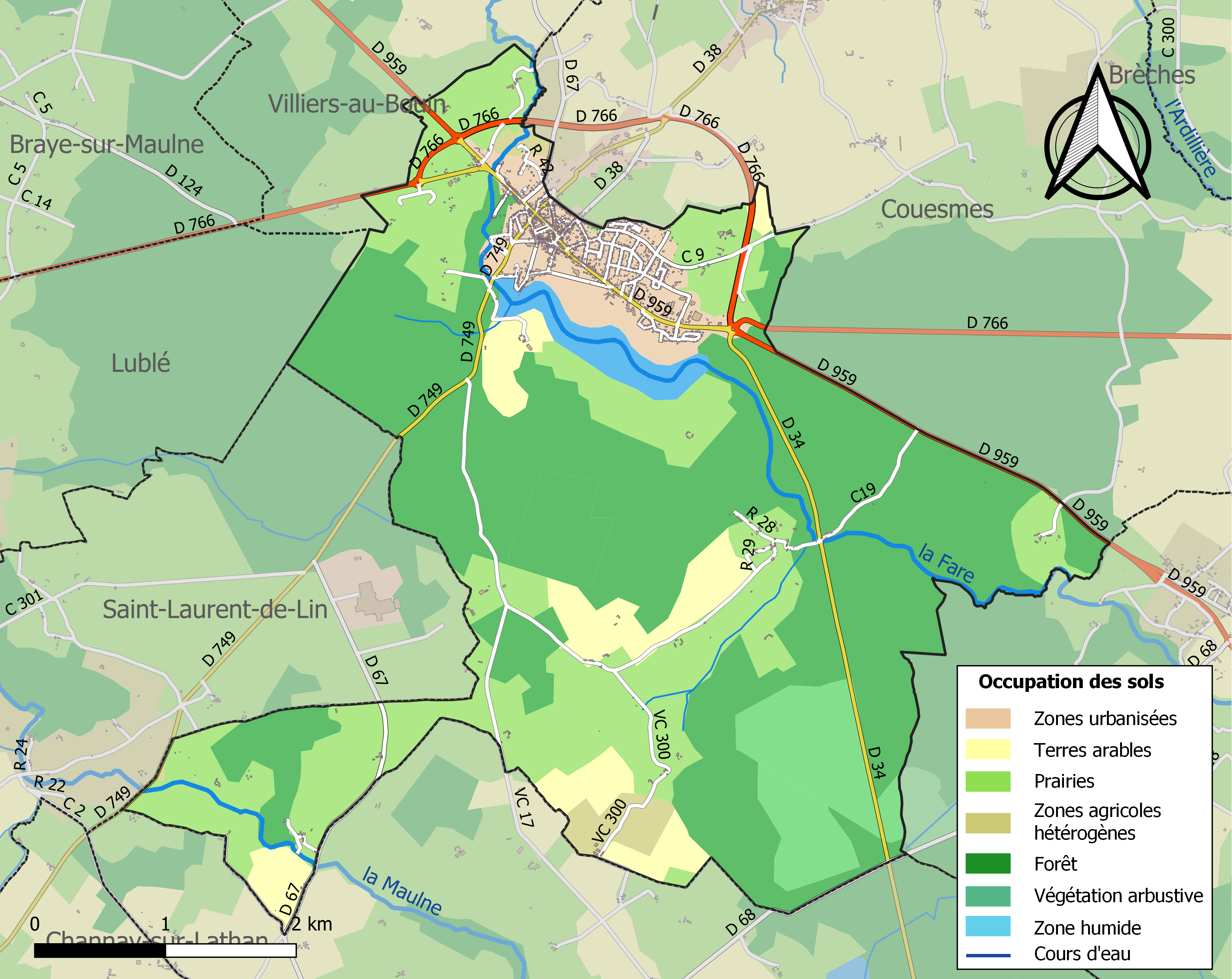
Carte des infrastructures et de l'occupation des sols de la commune en 2018 (CLC).

### Risques majeurs
Le territoire de la commune de Château-la-Vallière est vulnérable à différents aléas naturels : météorologiques (tempête, orage, neige, grand froid, canicule ou sécheresse), feux de forêts et séisme (sismicité très faible). Un site publié par le BRGM permet d'évaluer simplement et rapidement les risques d'un bien localisé soit par son adresse soit par le numéro de sa parcelle.
Pour anticiper une remontée des risques de feux de forêt et de végétation vers le nord de la France en lien avec le dérèglement climatique, les services de l’État en région Centre-Val de Loire (DREAL, DRAAF, DDT) avec les SDIS ont réalisé en 2021 un atlas régional du risque de feux de forêt, permettant d’améliorer la connaissance sur les massifs les plus exposés. La commune, étant pour partie dans le massif de Bourgueil, est classée au niveau de risque 1, sur une échelle qui en comporte quatre (1 étant le niveau maximal).

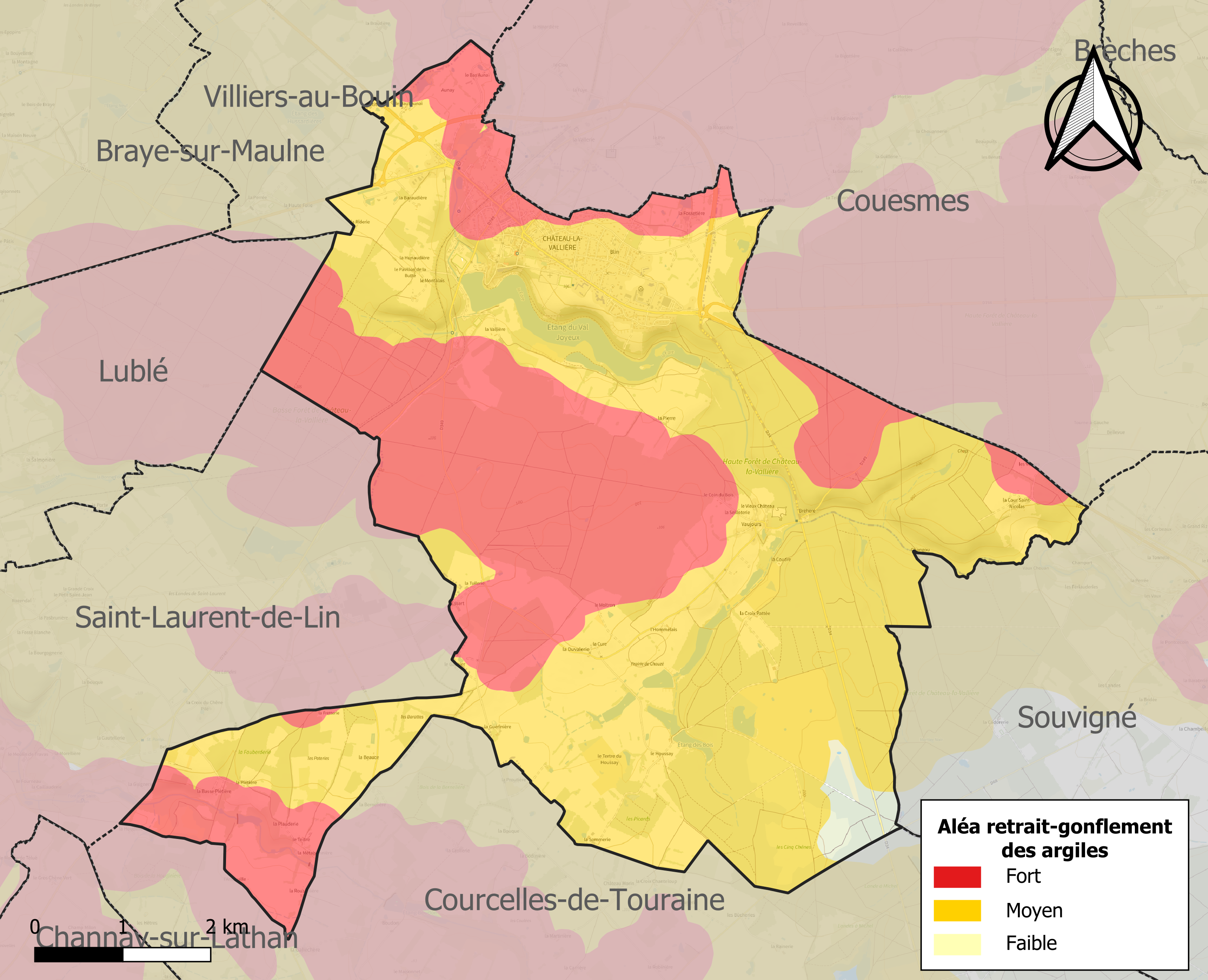
Carte des zones d'aléa retrait-gonflement des sols argileux de Château-la-Vallière.

Le retrait-gonflement des sols argileux est susceptible d'engendrer des dommages importants aux bâtiments en cas d’alternance de périodes de sécheresse et de pluie. 98,3 % de la superficie communale est en aléa moyen ou fort (90,2 % au niveau départemental et 48,5 % au niveau national). Sur les 824 bâtiments dénombrés sur la commune en 2019, 824 sont en aléa moyen ou fort, soit 100 %, à comparer aux 91 % au niveau départemental et 54 % au niveau national. Une cartographie de l'exposition du territoire national au retrait gonflement des sols argileux est disponible sur le site du BRGM,.
Concernant les mouvements de terrains, la commune a été reconnue en état de catastrophe naturelle au titre des dommages causés par la sécheresse en 1991, 1992, 1993 et 1997 et par des mouvements de terrain en 1999.

## Toponymie
La localité était dénommée « Chasteaux-en-Anjou » avant que Louis XIV, en mai 1667, érige la terre de Vaujours (château fort sur l'actuelle commune de Château-la-Vallière) en duché-pairie de La Vallière et l'offre à sa maîtresse Louise de La Baume Le Blanc de La Vallière (1644-1710), et à leur fille Marie-Anne de Bourbon, la première Mademoiselle de Blois (1666-1739). Étaient associées à la seigneurie de Vaujours comme membres du duché-pairie : la baronnie de Chasteaux en Anjou, la baronnie de St-Christophe en Anjou, et la seigneurie de Courcelles ; cela fut confirmé par la 2e érection du duché-pairie par Louis XV le 7 février 1723, en faveur de Charles-François de La Baume Le Blanc (1670-1739 ; neveu de la duchesse Louise de La Vallière), au profit duquel sa cousine germaine ladite Marie-Anne de Blois avait cédé la terre du duché dès 1698.

## Histoire
Pour les sources documentaires sur le duché de La Vallière et l'histoire seigneuriale de Chasteaux au Moyen Âge, voir à l'article Vaujours.
Sous l'Ancien Régime, Château-la-Vallière faisait partie intégrante de l'Anjou et plus précisément de la sénéchaussée angevine de Baugé (dépendante de la sénéchaussée principale d'Angers) jusqu'à la Révolution française.
Lors de la création des départements français en 1790, toute la partie orientale de l'Anjou, de Château-la-Vallière au nord jusqu'à Bourgueil au sud en passant par le domaine du château de Gizeux, fut rattachée au tout nouveau département d'Indre-et-Loire.
Au cours de la Révolution française, la commune porta provisoirement le nom de Val-Joyeux.
Aujourd'hui, cette région est appelée la Touraine angevine.

La sénéchaussée de Baugé en Anjou au XVIIIe siècle.
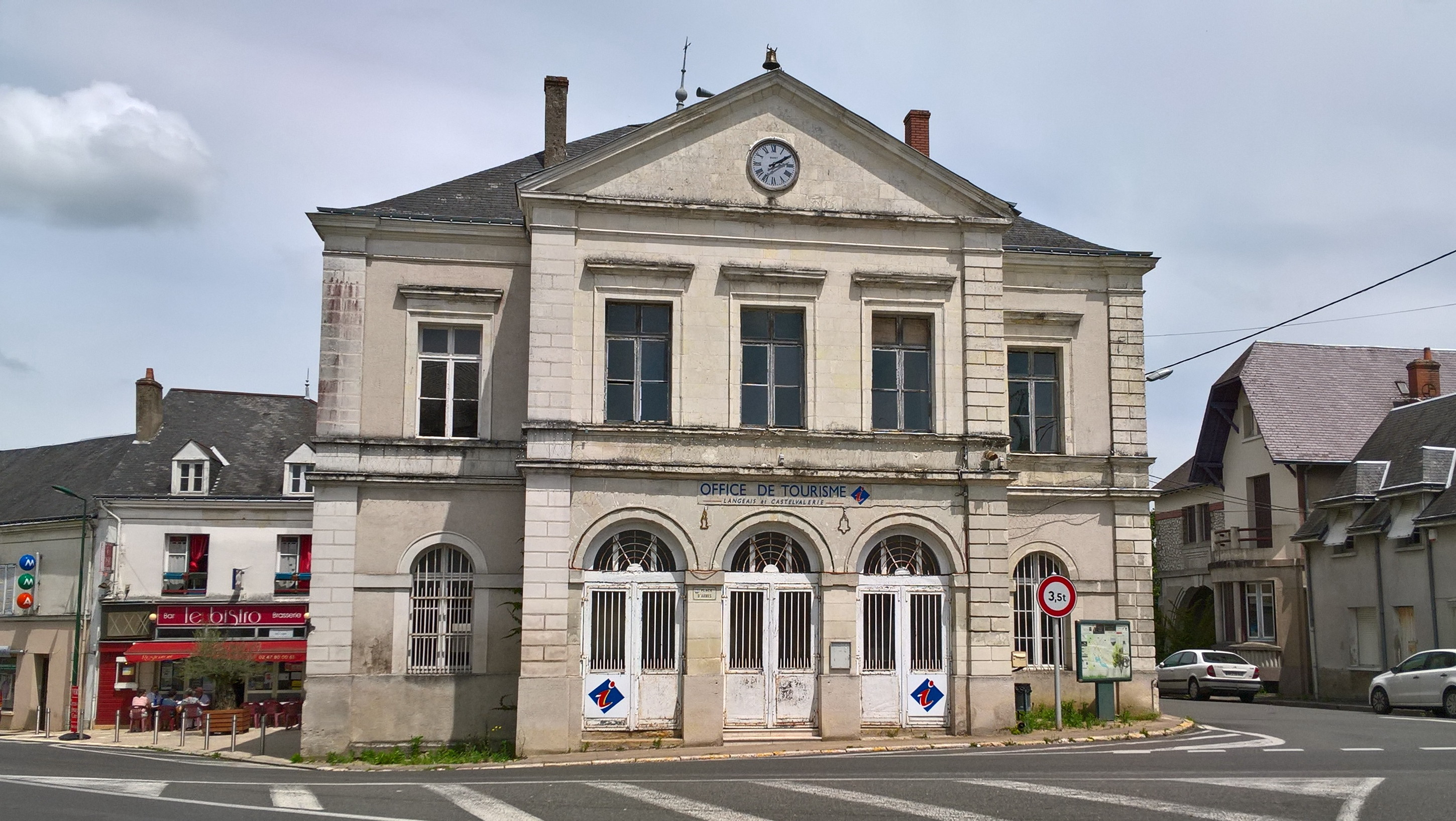
Ancienne mairie, détruite en 2019.

## Population et société

### Évolution démographique
L'évolution du nombre d'habitants est connue à travers les recensements de la population effectués dans la commune depuis 1793. Pour les communes de moins de 10 000 habitants, une enquête de recensement portant sur toute la population est réalisée tous les cinq ans, les populations de référence des années intermédiaires étant quant à elles estimées par interpolation ou extrapolation. Pour la commune, le premier recensement exhaustif entrant dans le cadre du nouveau dispositif a été réalisé en 2005.

En 2022, la commune comptait 1 734 habitants, en évolution de −2,42 % par rapport à 2016 (Indre-et-Loire : +1,67 %, France hors Mayotte : +2,11 %).
| 1793 | 1800 | 1806 | 1821  | 1831  | 1836  | 1841  | 1846  | 1851  |
| ---- | ---- | ---- | ----- | ----- | ----- | ----- | ----- | ----- |
| 578  | 567  | 627  | 1 174 | 1 239 | 1 337 | 1 370 | 1 308 | 1 344 |

| 1856  | 1861  | 1866  | 1872  | 1876  | 1881  | 1886  | 1891  | 1896  |
| ----- | ----- | ----- | ----- | ----- | ----- | ----- | ----- | ----- |
| 1 323 | 1 309 | 1 243 | 1 175 | 1 179 | 1 228 | 1 400 | 1 260 | 1 246 |

| 1901  | 1906  | 1911  | 1921  | 1926  | 1931  | 1936  | 1946  | 1954  |
| ----- | ----- | ----- | ----- | ----- | ----- | ----- | ----- | ----- |
| 1 266 | 1 272 | 1 296 | 1 200 | 1 244 | 1 234 | 1 323 | 1 319 | 1 212 |

| 1962  | 1968  | 1975  | 1982  | 1990  | 1999  | 2005  | 2006  | 2010  |
| ----- | ----- | ----- | ----- | ----- | ----- | ----- | ----- | ----- |
| 1 431 | 1 530 | 1 592 | 1 628 | 1 482 | 1 535 | 1 587 | 1 589 | 1 650 |

| 2015  | 2020  | 2022  | - | - | - | - | - | - |
| ----- | ----- | ----- | - | - | - | - | - | - |
| 1 768 | 1 720 | 1 734 | - | - | - | - | - | - |

### Enseignement
Château-la-Vallière se situe dans l'Académie d'Orléans-Tours (Zone B) et dans la circonscription de Saint-Cyr-sur-Loire.
La commune compte une école maternelle, l'école élémentaire Vallée du Lac, l'école primaire privée Saint Joseph et le collège Joachim du Bellay.

## Politique et administration

### Liste des maires
| Période                                  | Période           | Identité             | Étiquette | Qualité                                                                             |
| ---------------------------------------- | ----------------- | -------------------- | --------- | ----------------------------------------------------------------------------------- |
| 18 mai 1935                              | 27 septembre 1944 | Constant Doray       |           | Gendarme à cheval / Légion d'honneur                                                |
| 27 septembre 1944                        | 1945              | Georges Gousson      |           | Émployé Chemins de Fer                                                              |
| 18 mai 1945                              | janvier 1946      | Elie Nambotin        |           | Épicier                                                                             |
| 24 janvier1946                           | 30 octobre 1947   | Constant Doray       |           | Gendarme à cheval / Légion d'honneur                                                |
| 31 octobre 1947                          | 21 mars 1971      | Jean Voisin          |           | Ingénieur chimiste / Officier de la Légion d'honneur Conseiller général (1949-1967) |
| 21 mars 1971                             | 13 novembre 1985  | Charles Poitte       | PS        | Receveur des Postes                                                                 |
| 20 décembre 1985                         | 18 mars 2001      | Maurice Duron        | DVD       | Conseiller général (1979-1998)                                                      |
| 18 mars 2001                             | 18 mai 2020       | Patrice Berthelemot  | UMP       | Retraité Ancien conseiller général (1998-2004)                                      |
| 18 mai 2020                              | En cours          | Jean-Claude Gauthier | LR        |                                                                                     |
| Les données manquantes sont à compléter. |                   |                      |           |                                                                                     |

### Tendances politiques et résultats
| Scrutin             | Scrutin             | 1er tour | 1er tour | 1er tour | 1er tour | 1er tour  | 1er tour | 1er tour | 1er tour | 1er tour | 1er tour | 1er tour  | 1er tour | 2d tour | 2d tour | 2d tour | 2d tour | 2d tour | 2d tour |
| Scrutin             | Scrutin             | 1er      | 1er      | %        | 2e       | 2e        | %        | 3e       | 3e       | %        | 4e       | 4e        | %        | 1er     | 1er     | %       | 2e      | 2e      | %       |
| ------------------- | ------------------- | -------- | -------- | -------- | -------- | --------- | -------- | -------- | -------- | -------- | -------- | --------- | -------- | ------- | ------- | ------- | ------- | ------- | ------- |
| Présidentielle 2017 | Présidentielle 2017 |          | FN       | 28,62    |          | LR        | 27,69    |          | EM       | 18,67    |          | LFI       | 12,41    |         | EM      | 53,78   |         | FN      | 46,22   |
| Présidentielle 2022 | Présidentielle 2022 |          | RN       | 34,88    |          | LREM      | 29,22    |          | LFI      | 11,66    |          | LR        | 7,02     |         | RN      | 51,26   |         | LREM    | 48,74   |
| Législatives 2022   | 5e                  |          | RN       | 30,70    |          | MoDem-Ens | 26,84    |          | LR       | 18,42    |          | PCF-Nupes | 10,70    |         | RN      | 51,02   |         | MoDem   | 48,98   |
| Législatives 2024   | 5e                  |          | RN       | 47,53    |          | MoDem-Ens | 23,05    |          | LR       | 13,28    |          | PCF-NFP   | 13,15    |         | RN      | 54,83   |         | MoDem   | 45,17   |

## Culture locale et patrimoine

### Lieux et monuments
- Le château de Vaujours, situé à trois kilomètres au sud de Château-la-Vallière, est une ancienne forteresse des XIIe et XVe siècles. Il appartenait à la seigneurie de Chasteaux-en-Anjou, futur Château-la-Vallière. Il fut édifié pour protéger les limites orientales de l'Anjou.
- Le menhir de Vaujours.
- La motte de Château-la-Vallière est située à proximité de l'église. Mentionnée comme Castelli en 978 et Castrum de Castellis en 1020, elle mesure environ 45 mètres de diamètre dans son axe nord-sud et 35 mètres dans son axe est-ouest, et a une hauteur variant de 3,50 mètres à 4,50 mètres, avec une cave au pied de la motte[35].

### Personnalités liées à la commune
- Henri Voisin, né à Saint-Mandé (Val-de-Marne) le 6 août 1861, mort à Château-la-Vallière le 4 décembre 1945, illustrateur et graveur, fondateur de l'association des Amis du Mont-Saint-Michel.
- Jean Schubnel (1894-1987), peintre naïf.
- Constant Doray (1871-1963), chevalier de la Légion d'honneur le 27 juillet 1952[36], maire de Château-La-Vallière de 1935 à 1944[37] et de 1946 à 1947[38], gendarme à cheval.

### Héraldique
| Blason de Château-la-Vallière | Les armes de Château-la-Vallière se blasonnent ainsi : Coupé de gueules et d'or au léopard lionné coupé d'argent et de sable, armé, lampassé, viléné et couronné aussi d'or, brochant sur la partition. |